# عتيقانية كروية
العتيقانية الكروية (الاسم العلمي: Archaeoglobi) هي طائفة من العتائق تتبع شعبة العتائق العريضة.

## رتب
- عتيقيات كروية